# 마투그로수주
마투그로수주(브라질 포르투갈어: Estado de Mato Grosso)는 브라질 중서부 지방에 위치한 주이다. 주 이름은 브라질 포르투갈어로 "깊은 숲"을 뜻한다. 고이아스주, 마투그로수두술주, 아마조나스주, 혼도니아주, 토칸칭스주, 파라 주와 이웃하고 있으며 볼리비아와 국경을 접하고 있다.
광활한 차파다와 평원 지역을 번갈아 가며 볼 수 있는 평평한 풍경을 가진 주, 마토 그로소는 세 가지 주요 생태계인 세라도, 판타날, 그리고 아마존 열대 우림을 포함하고 있다.
동굴, 트랙, 폭포가 있는 차파다 도스 기마랑에스 국립공원은 관광 명소 중 하나다. 그 주의 북서쪽 끝에는 아마존 숲의 작은 부분이 있다. 신구 원주민 공원과 아라과이아 강은 마토 그로소에 있다. 남쪽에 있는, 세계에서 가장 큰 습지인 판타날은 1,000여 종의 동물들과 많은 수생 조류들의 서식지이다.

## 역사
1977년주의 남부 지역이 마투그로수두술주로 분리되었다.

## 주요 도시
- 쿠이아바
- 알타플로레스타
- 바라두가르사스
- 카세레스
- 혼도노폴리스
- 시놉
- 바르제아그란지

## 인구
| 연도    | 인구      | ±%      |
| ------- | --------- | ------- |
| 1872    | 60,417    | —       |
| 1890    | 92,827    | +53.6%  |
| 1900    | 118,025   | +27.1%  |
| 1920    | 246,612   | +108.9% |
| 1940    | 193,625   | −21.5%  |
| 1950    | 212,649   | +9.8%   |
| 1960    | 330,610   | +55.5%  |
| 1970    | 612,887   | +85.4%  |
| 1980    | 1,169,812 | +90.9%  |
| 1991    | 2,022,524 | +72.9%  |
| 2000    | 2,505,245 | +23.9%  |
| 2010    | 3,035,122 | +21.2%  |
| 2022    | 3,658,649 | +20.5%  |
| Source: |           |         |